# Gwendal
Gwendal és un grup de música cèltica d'origen bretó.

## Història
La banda es forma en 1972 per iniciativa de Youenn le Berre i Jean-Marie Renard. El primer àlbum no es va fer esperar, i va sortir a la venda el 1974 amb el nom d'"Irish Jig". Des del primer moment es pot apreciar que aquest grup compta amb una gran multiplicitat d'influències, des de la música tradicional irlandesa fins al rock passant pel jazz i la música clàssica. L'èxit va ser rotund quant a crítica de mitjans especialitzats i quant a vendes, cosa que duu al grup a publicar el seu segon LP tan sols un any més tard amb el títol de "Joe can't reel". En aquesta obra es produïx la primera aparició del violí elèctric de Robert Le Gall, i compta amb les il·lustracions de Claire Bretécher.
A la fi d'aquest any Gwendal incorpora la bateria a les seves composicions, amb el músic Arnaud Rogers. El tercer LP, "Rainy day", comptava amb il·lustracions de Bilal. El quart treball, "4", surt a la venda en 1979 i és el més proper al rock progressiu i al jazz. A començaments dels anys 80 Gwendal publica el seu primer disc en directe, gravat en un concert fet a Madrid. L'evolució del grup és tremenda, i en aquest període hi ha alguns canvis. Jean-Marie Renard deixa de costat l'apartat musical i es converteix en el mànager del grup, sent reemplaçat per François Ovide. A més, Paul Fort entra en el combo per a fer-se càrrec dels sintetitzadors, mentre que Pascal Sarton pren les regnes del baix. També el bateria és substituït, per David Rusaouen.
Després de tots aquests canvis el sisè disc de Gwendal, "Locomo" (1983), té uns aires una mica diferents. "Danse la Musique" segueix amb aquesta dinàmica, i més encara després del canvi de Robert le Gall, que deixa el violí en favor del baix. En 1989 publiquen "Glen River", que oferix unes influències molt setanteres i que obté el premi de l'Acadèmia Charles Cros. El pròxim disc trigaria sis anys a arribar, i "Pan Ha Diskan" (1995) dona un gir radical amb la inclusió d'instruments i ritmes africans i indis. A partir d'aquí Gwendal entra en un període de repòs en el qual els seus membres donaran regna a projectes més personals i treballaran per separat. No obstant això, el 2003 torna a l'activitat amb la inclusió de Ludovic Mesnil i Dan Ar Braz, que es materialitza en 2005 amb "War Raog".

## Discografia

### Discs
- Irish Jig (1974)
- Joe can't reel (1976)
- Rainy day (À vos désirs) (1977)
- 4 (Les mouettes se battent) (1977)
- En concert (1981)
- Locomo (1983)
- Danse la musique (1985)
- Glen river (1989)
- Pan Ha Discan (1995)
- War Raog (2005)
- Live in Getxo (2016)

### Recopilatoris
- Les Plus Belles Chansons de Gwendal (1994)
- Aventures Celtiques (1998)